# We're Outta Here
We're Outta Here! es el cuarto álbum en directo de la banda de punk The Ramones. Fue lanzado el 18 de noviembre de 1997 por Eagle Rock Records.

## Contenido
Fue registrado en el Billboard Live de The Palace, Los Ángeles, California, el 6 de agosto de 1996, cuando Ramones ya confirmaba su separación, siendo el último concierto de la banda. En ese momento la banda acumulaba 2.263 conciertos realizados a lo largo de su historia. El concierto cuenta con la participación de grandes invitados como Lemmy Kilmister de Motörhead, Eddie Vedder vocalista de Pearl Jam, Tim Armstrong y Lars Frederiksen de Rancid y Chris Cornell y Ben Shepherd de Soundgarden.

## Listado de canciones
Todas las canciones escritas y compuestas por Ramones; except where indicated. 
| N.º | Título                                                                  | Escritor(es)                                                 | Duración |  |
| 1.  | «Durango 95»                                                            | Johnny Ramone                                                | 1:26     |  |
| 2.  | «Teenage Lobotomy»                                                      |                                                              | 1:30     |  |
| 3.  | «Psycho Therapy»                                                        | Johnny Ramone, Dee Dee Ramone                                | 2:10     |  |
| 4.  | «Blitzkrieg Bop»                                                        |                                                              | 1:36     |  |
| 5.  | «Do You Remember Rock 'n' Roll Radio?»                                  |                                                              | 3:00     |  |
| 6.  | «I Believe in Miracles»                                                 | Dee Dee Ramone, Daniel Rey                                   | 2:41     |  |
| 7.  | «Gimme Gimme Shock Treatment»                                           |                                                              | 1:14     |  |
| 8.  | «Rock 'n' Roll High School»                                             |                                                              | 1:50     |  |
| 9.  | «I Wanna Be Sedated»                                                    |                                                              | 2:04     |  |
| 10. | «Spider-Man»                                                            | Robert Harris, Paul Francis Webster                          | 2:11     |  |
| 11. | «The KKK Took My Baby Away»                                             | Joey Ramone                                                  | 2:12     |  |
| 12. | «I Just Wanna Have Something to Do»                                     |                                                              | 2:09     |  |
| 13. | «Commando»                                                              |                                                              | 1:21     |  |
| 14. | «Sheena Is a Punk Rocker»                                               |                                                              | 1:46     |  |
| 15. | «Rockaway Beach»                                                        |                                                              | 2:11     |  |
| 16. | «Pet Sematary»                                                          | Dee Dee Ramone, Daniel Rey                                   | 3:01     |  |
| 17. | «The Crusher»                                                           | Dee Dee Ramone, Daniel Rey                                   | 2:09     |  |
| 18. | «Love Kills» (con Dee Dee Ramone antiguo bajista de Ramones)            | Dee Dee Ramone, Johnny Ramone, Joey Ramone                   | 1:58     |  |
| 19. | «Do You Wanna Dance?»                                                   | Bobby Freeman                                                | 1:28     |  |
| 20. | «Somebody Put Something in My Drink»                                    | Richie Ramone                                                | 2:31     |  |
| 21. | «I Don't Want You»                                                      |                                                              | 2:01     |  |
| 22. | «Wart Hog»                                                              | Dee Dee Ramone, Johnny Ramone                                | 1:33     |  |
| 23. | «Cretin Hop»                                                            |                                                              | 1:22     |  |
| 24. | «R.A.M.O.N.E.S.» (con Lemmy de Motörhead)                               | Würzel, Phil Campbell, Lemmy, Phil Taylor                    | 1:17     |  |
| 25. | «Today Your Love, Tomorrow the World»                                   |                                                              | 1:40     |  |
| 26. | «Pinhead»                                                               |                                                              | 2:57     |  |
| 27. | «53rd & 3rd» (con Tim Armstrong y Lars Frederiksen de Rancid)           | Douglas Colvin, Jeffery Hyman, John Cummings, Thomas Erdelyi | 1:56     |  |
| 28. | «Listen to My Heart» (con Tim Armstrong y Lars Frederiksen de Rancid)   |                                                              | 1:19     |  |
| 29. | «We're a Happy Family» (con Tim Armstrong y Lars Frederiksen de Rancid) |                                                              | 1:59     |  |
| 30. | «Chinese Rock» (con Chris Cornell y Ben Shepherd de Soundgarden)        | Dee Dee Ramone, Richard Hell                                 | 2:32     |  |
| 31. | «Beat on the Brat»                                                      |                                                              | 2:14     |  |
| 32. | «Anyway You Want It» (con Eddie Vedder de Pearl Jam)                    | Dave Clark                                                   | 3:12     |  |

## Créditos

### Ramones
- Joey Ramone - Voz
- Johnny Ramone - Guitarra
- C.J. Ramone - Bajo
- Marky Ramone - Batería

### Participación especial
- Eddie Vedder - Voz
- Tim Armstrong y Lars Frederiksen - Guitarra, Voz
- Dee Dee Ramone - Voz
- Chris Cornell
- Ben Shepherd - guitarra
- Lemmy Kilmister - Voz y Bajo